# Sukehide Kabayama
Pour les articles homonymes, voir Kabayama.
Sukehide Kabayama (樺山 資英, Kabayama Sukehide, 30 décembre 1868 – 16 mars 1941) est un fonctionnaire gouvernemental et homme d'affaires japonais.

## Carrière
Kabayama est titulaire d'un doctorat en droit civil de l'université Yale en 1893. Il est plus tard chef du secrétariat du cabinet du second gouvernement Yamamoto (1923-1924). Il devient membre de la Chambre des pairs en 1924.

## Source de la traduction
- (en) Cet article est partiellement ou en totalité issu de l’article de Wikipédia en anglais intitulé « Sukehide Kabayama » (voir la liste des auteurs).